# Chiesa dei Santi Quirico, Lucia e Pietro d'Alcantara
La chiesa dei Santi Quirico, Lucia e Pietro d'Alcantara si trova a Montelupo Fiorentino, nel parco della villa medicea dell'Ambrogiana, per questo viene talvolta indicata anche come parrocchia dell'Ambrogiana.

## Storia
Cosimo III de' Medici chiamò dalla Spagna un gruppo di frati francescani riformati, gli alcantarini, fondato da san Pietro d'Alcantara. La chiesa venne costruita nel 1678-1679 su progetto di Pier Maria Baldi.

## Descrizione
La facciata è decorata da una partitura geometrica realizzata a graffito, con il busto di San Pietro d'Alcantara, di Francesco Ciaminghi (1681).
L'interno a navata unica conserva due tele di Luca Giordano (1687-1689), le Stimmate di San Francesco e la Concezione della Vergine (copia dell'originale). Sull'altar maggiore è il grande Crocifisso ligneo di Jacopo Foggini, inserito in una tela con Madonna e i santi Giovanni Evangelista e Pietro d'Alcantara del Volterrano. Una cappella moderna ospita il Crocifisso attribuito ad uno scultore dell'ambito di Baccio di Montelupo.
Nei locali dell'ex-complesso ecclesiastico di San Quirico e Santa Lucia all'Ambrogiana è stato trasferito dal 2007 il museo archeologico di Montelupo.

## Altre immagini

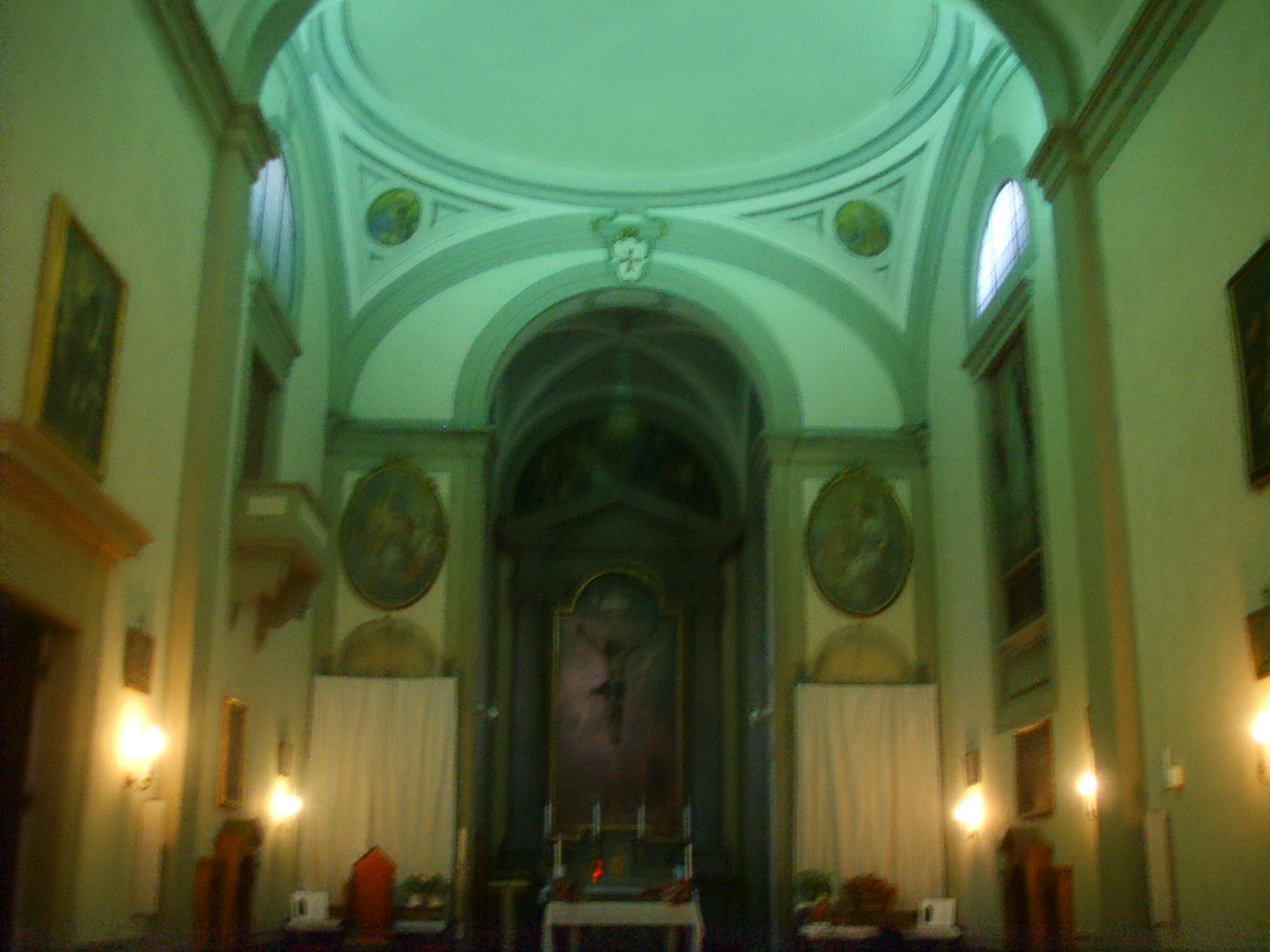
Interno
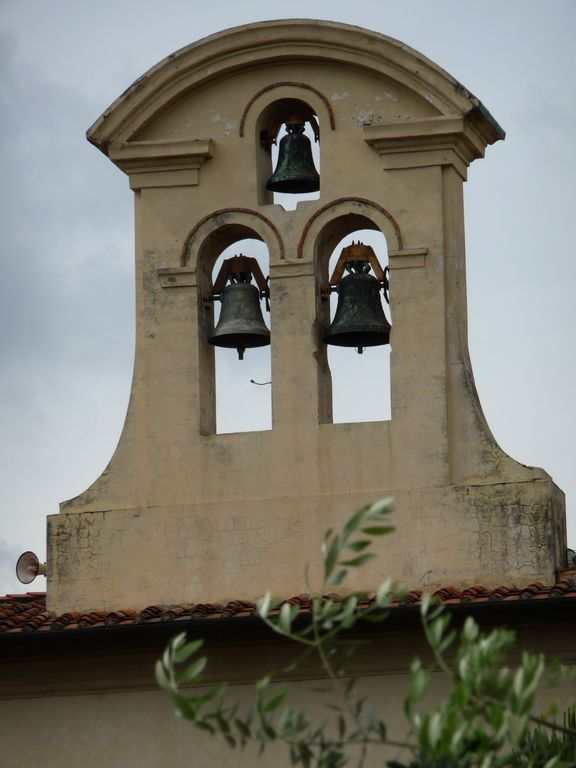
Campanile a vela
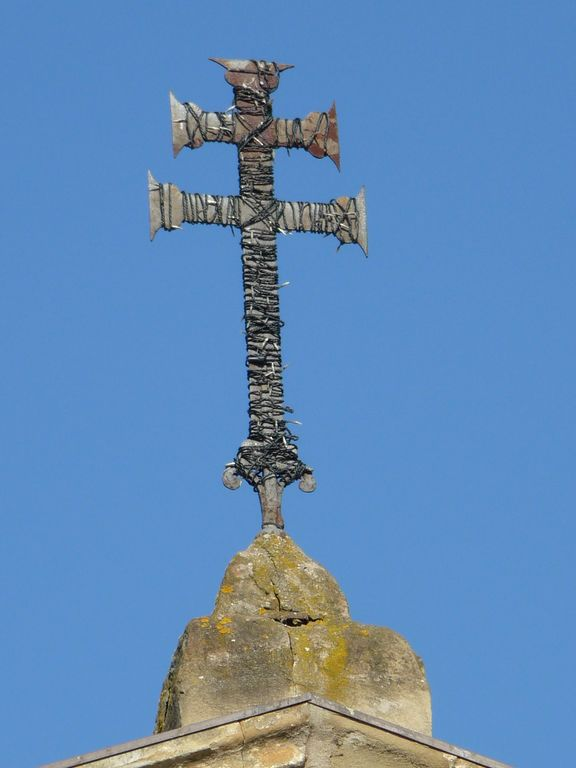
Croce sulla facciata
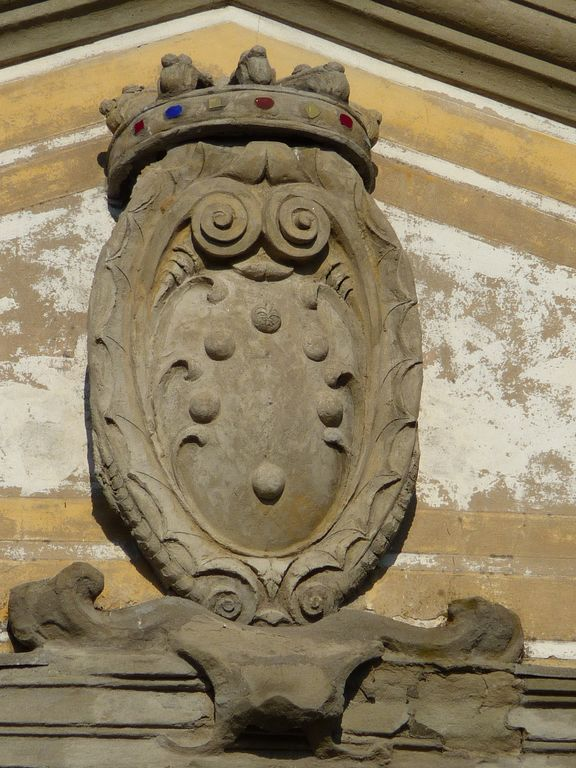
Stemma dei Medici
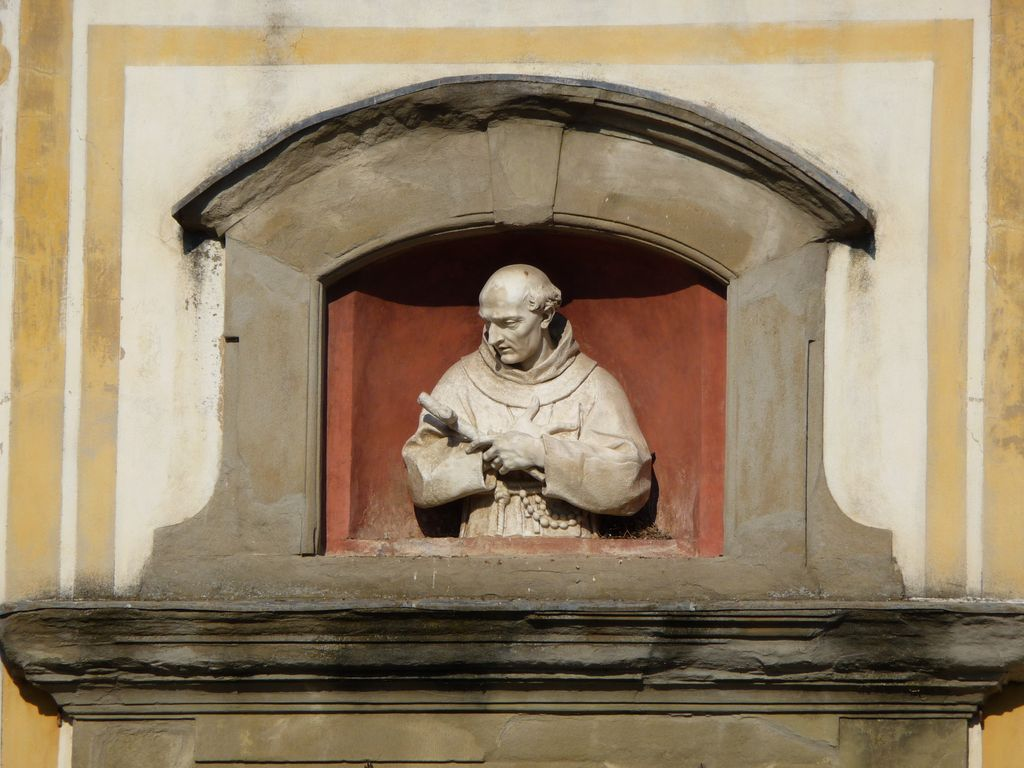
Busto di san Pietro di Alcantara di Francesco Ciaminghi (1681)
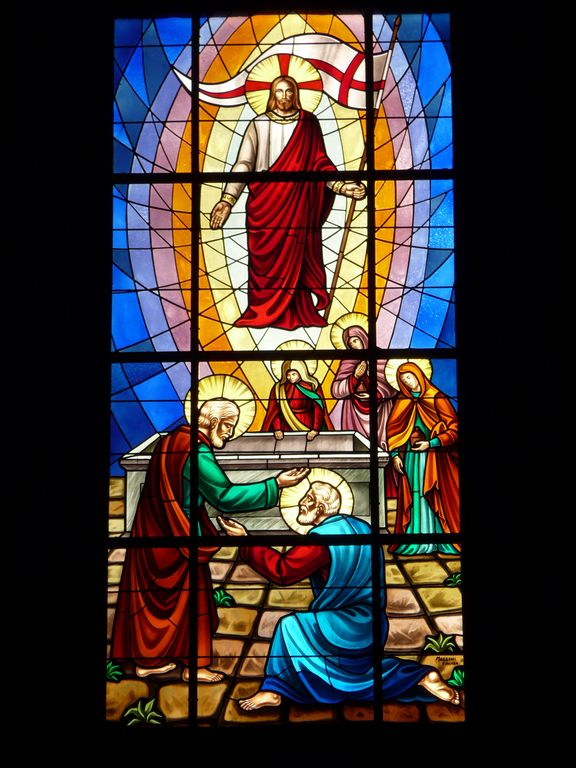
Vetrata
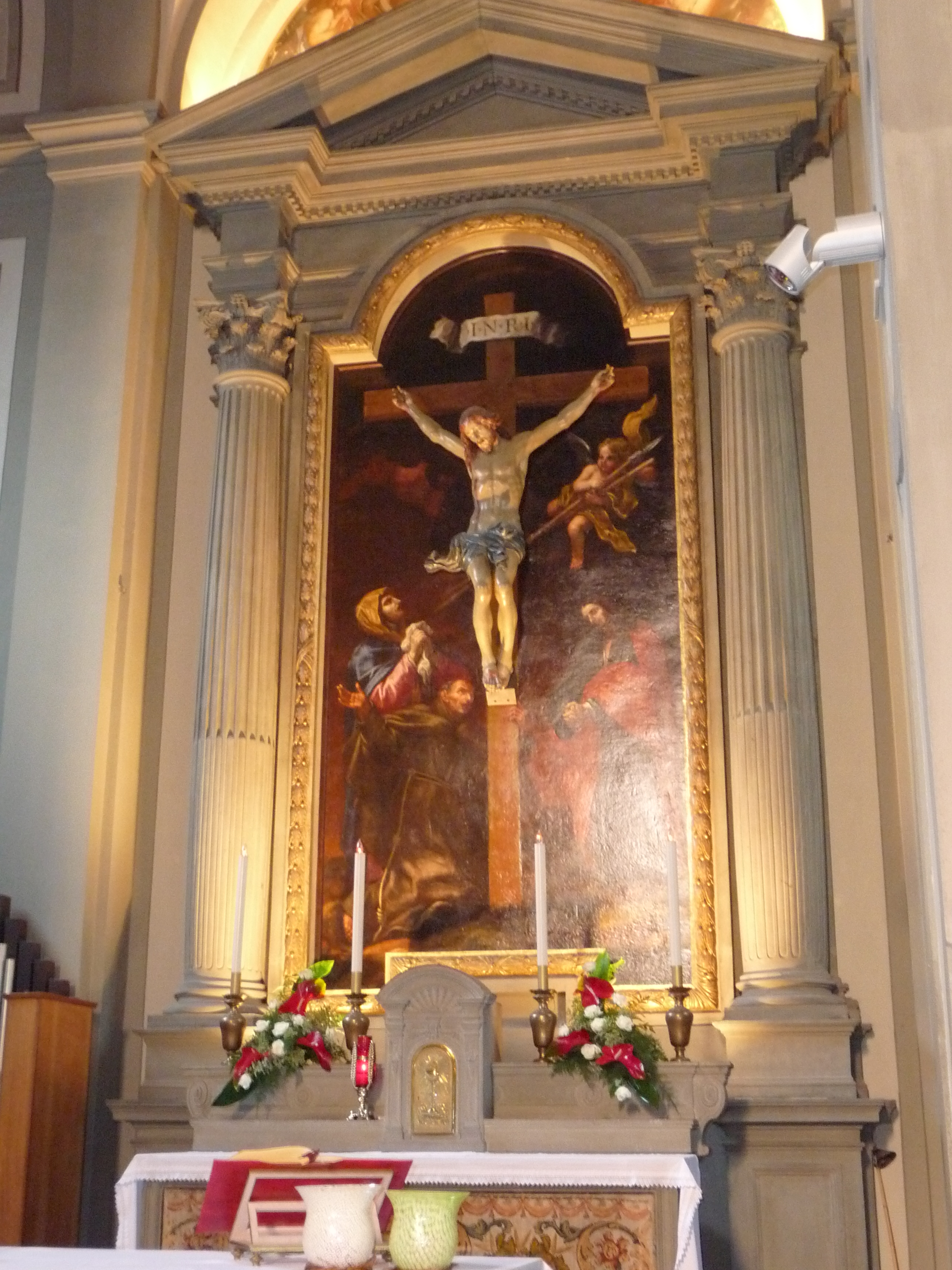
Altare maggiore con Crocifisso ligneo di Jacopo Foggini e tela con Madonna e i santi Giovanni Evangelista e Pietro d'Alcantara del Volterrano
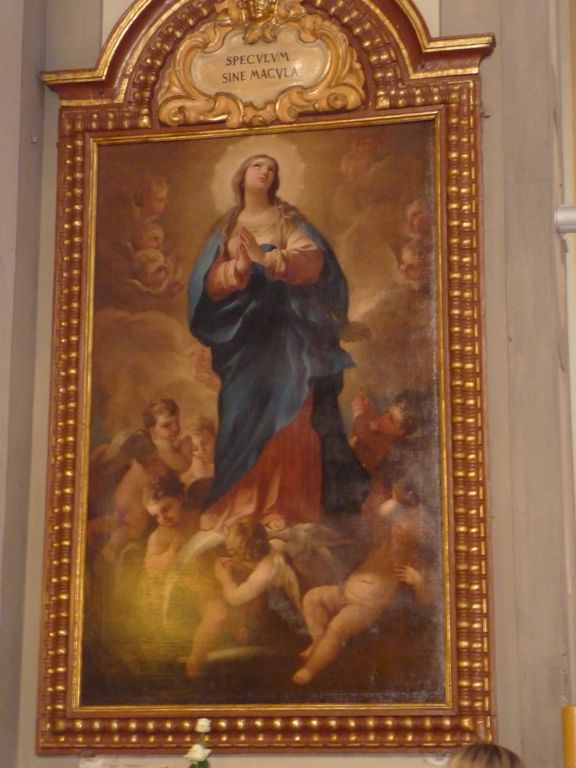
Concezione della Vergine, copia dell'originale di Luca Giordano (1687-1689)
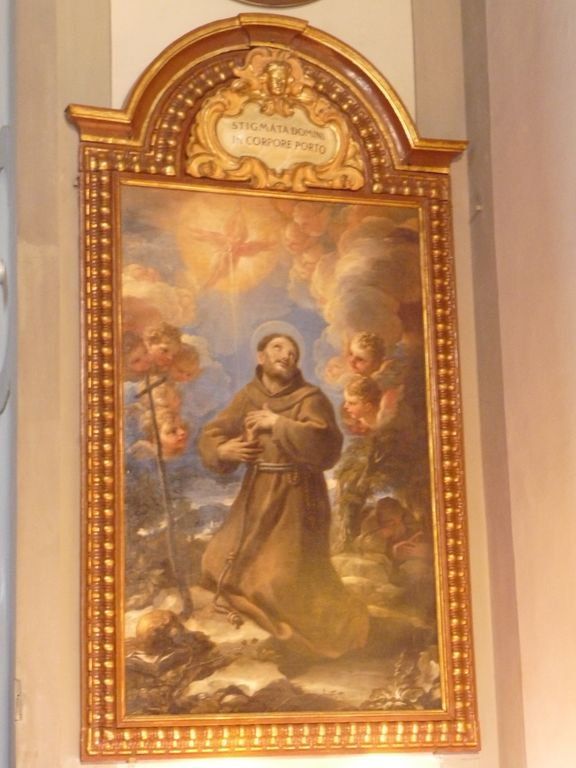
Stimmate di San Francesco, di Luca Giordano (1687-1689)
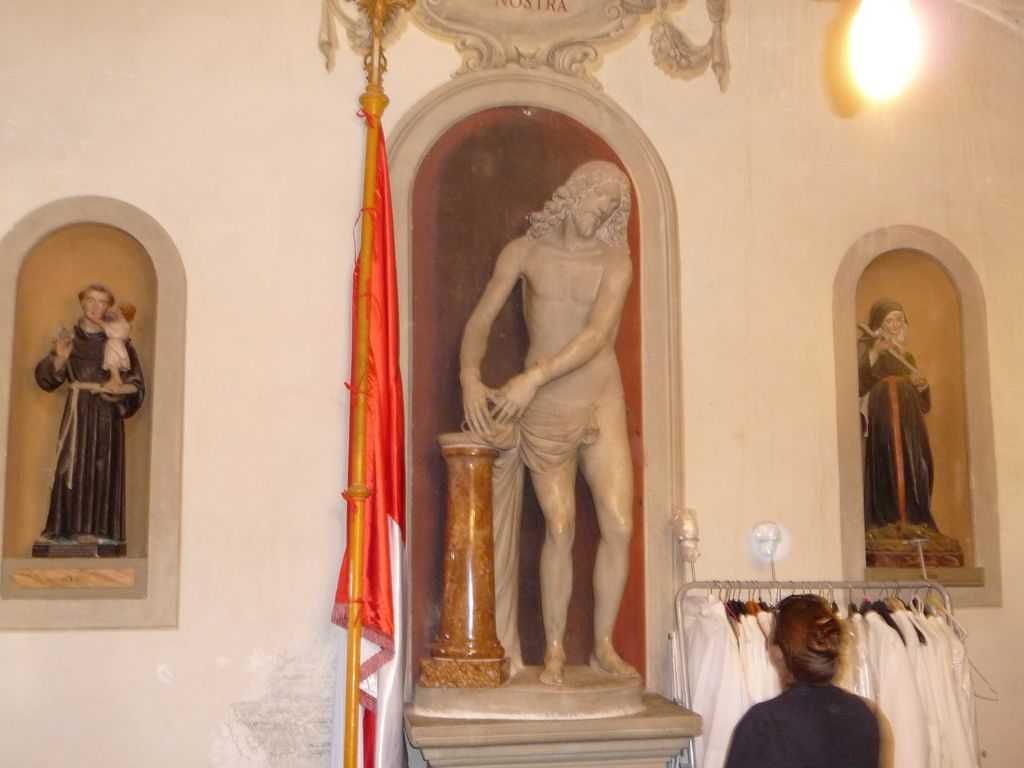
Statua di Gesù Cristo
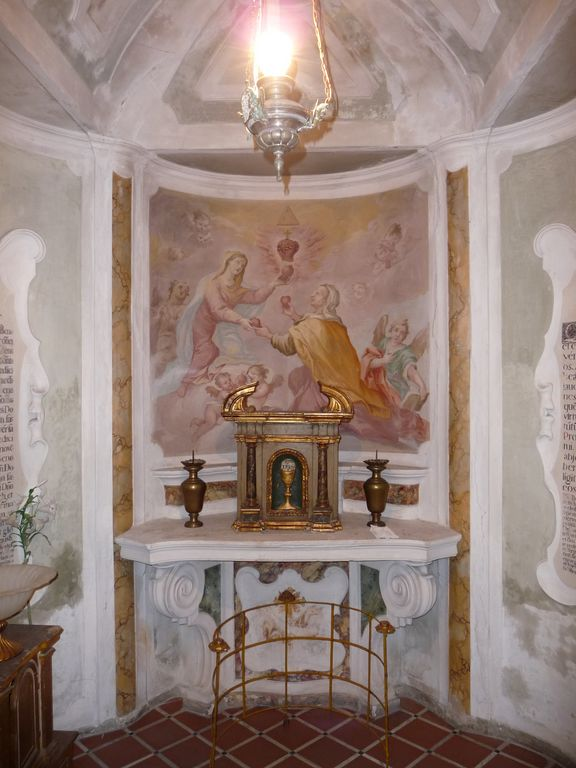
Cappella
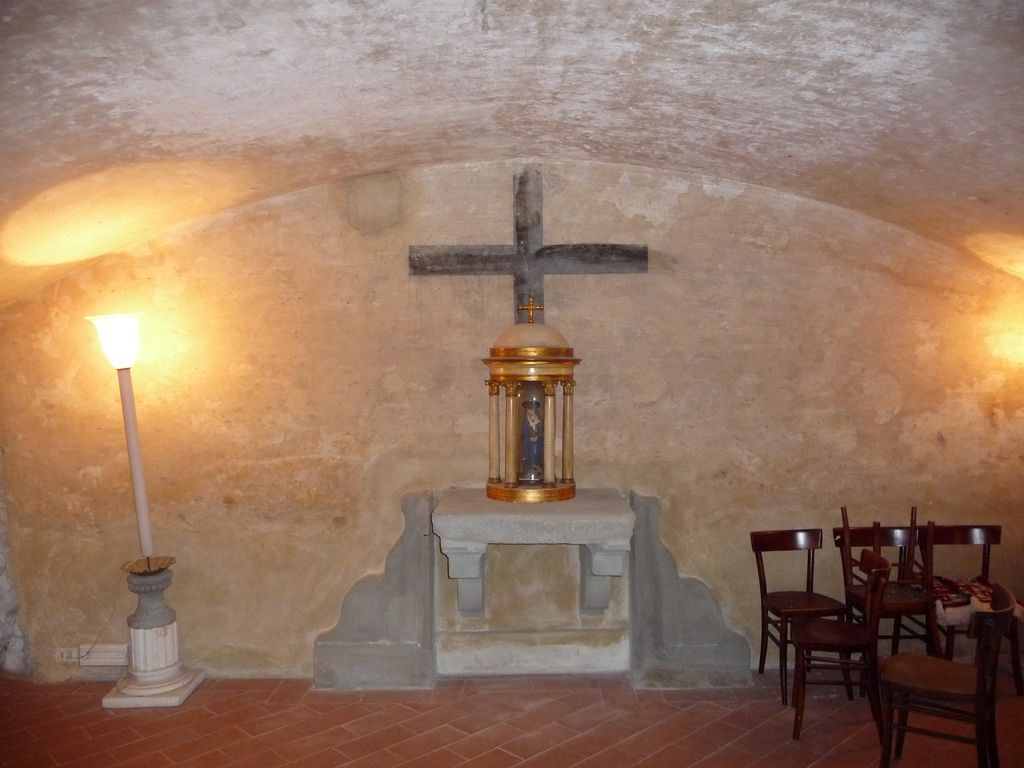
Cripta